# Manuel Gibert i Sans
Manuel Gibert i Sans   (Barcelona, 1795 - Barcelona, 1873) fou un militar i advocat català.

## Biografia
Era fill de Salvador Gibert i Sebastiana Sans, i net del notari de Barcelona Vicenç Gibert, autor de l'«Art del notari». Estudià la carrera militar i s'allistà en l'exèrcit contra Napoleó Bonaparte. Gilbert i Sans feu els estudis de dret en la facultat de Cervera, exercint la seva carrera com a advocat a partir de 1819. L'any 1821 va contreure matrimoni amb Maria Àngela Olivas i Pomareda, filla del metge de l'exèrcit Miquel Olivas. La seva filla Dolors es va casar amb Frederic Maristany i Serra i foren pares de l'enginyer Eduard Maristany i Gibert.
Amb els seus coneixements militars i legals, fou triat capità de la companyia de voluntaris per contenir les tumults que assotaven la ciutat. Fou un destacat polític del partit dels moderats, i arribà a ser governador civil de Barcelona.
L'any 1845, essent president de la Sociedad del Liceo Filarmónico Dramático, que tenia el seu teatre i els ensenyaments de música i declamació al monestir de monges de Montsió, aconseguí, amb la cooperació eficaç del seu amic Joaquim De Gispert i Anglí, traslladar aquell institut i el seu teatre, que havia servit per sufragar les despeses militars de la companyia, a l'actual Gran Teatre del Liceu, redactant el Reglament del Liceu que va ser aprovat per unanimitat, essent-ne president durant molts anys. Fou president durant 20 anys del Ferrocarril de Barcelona a Mataró, car una vegada aquesta línia fou posada en funcionament, va ser instat per un dels membres de la seva junta reguladora, Josep Bosch i Mustich, per tal d'acabar amb la discòrdia i desacord que hi existia.
La reina Isabel II li atorgà el títol de marquès, que ell rebutjà.